# Deutsches Meisterschaftsrudern 2006
Das 117. Deutsche Meisterschaftsrudern wurde 2006 in Brandenburg an der Havel und Berlin ausgetragen. In 16 Bootsklassen wurden Medaillen vergeben, davon zehn bei den Männern und sechs bei den Frauen. Der Vierer ohne Steuerfrau wurde dieses Jahr nicht ausgetragen.

## Medaillengewinner

### Männer
| Bootsklasse                           | Gold | Silber | Bronze |
| ------------------------------------- | --- | --- | --- |
| Einer                                 | Falko Nolte (Potsdamer RG) | Eric Knittel (Berliner Ruder-Club) | Christian Schreiber (Hallesche Rvg. Böllberg-Nelson) |
| Doppelzweier                          | RV Ems-Jade-Weser Christian Vennemann Jakob Seifert | RK am Wannsee Berlin Julian Mendyka Jan Herzog | Ratzeburger RC Hannes Heppner Arne Lange |
| Zweier ohne Steuermann                | Rgm. Crefelder RC 1883 / RC Undine Radolfzell Jochen Urban Andreas Penkner                                                                                                | Rgm. RC Tegel 1886 / RG Wiesbaden-Biebrich 1888 Sebastian Schulte Thorsten Engelmann                                                                         | Rgm. Wormser RC Blau-Weiß / Mannheimer RC von 1875 Martin Veit Jan Dehoust                                                                                                |
| Doppelvierer                          | Mainzer RV von 1878 Adrian Bretting Martin Eiermann Matthias Schömann-Finck Ulf Lienhard                                                                                  | RV Kurhessen-Cassel Maik Feldmann René Flaschmann Jens Gerlach Dennis Ziegler                                                                                | RC Favorite Hammonia Hamburg Filip Lühr Simon Stellmer Robert Baron Sönke Osmann                                                                                          |
| Vierer ohne Steuermann                | Ruder-Club Allemannia von 1866 Henner Pohl Konstantin Drews Kai Olbrich Felix Niemeyer                                                                                    | RC Favorite Hammonia Hamburg Bastian Betthäuser Max Schramm Frank Richter Dirk Balster                                                                       | Berliner Ruder-Club Nils Pötsch Nils Ipsen Lars Lübbert Miralem Sukilovic                                                                                                 |
| Achter                                | Berliner Ruder-Club Konrad von Kottwitz Johannes-Maria Galandi Peter Nedwig Johannes Barth Nicolas Barucker Robert Sens Eric Knittel Ike Landvoigt Axel Beutelmann (Stm.) | Osnabrücker RV Jan Altrup Alexander Steven Daniel Tusch Marco Hehmann Andreas Schierke Lutz Ackermann Andreas Tönnies Matthias Bergmann Albert Kowert (Stm.) | Ruder-Club Allemannia von 1866 Alexander Chmelnizhig Georg Byrne Ole Behring Konstantin Drews Joachim Drews Henner Pohl Kai Olbrich Felix Niemeyer Nelson Reichert (Stm.) |
| Leichtgewichts-Einer                  | Manuel Brehmer (RU Arkona Berlin) | Jörg Lehnigk (Ratzeburger RC) | Jonathan Koch (Frankfurter RG Germania) |
| Leichtgewichts-Doppelzweier           | Mainzer RV von 1878 Ulf Lienhard Adrian Bretting | Spandauer RC Friesen Lars Wichert Alexander Schäfer | Der Hamburger und Germania RC Patrick Wiechens Lutz Gundlach |
| Leichtgewichts-Zweier ohne Steuermann | Rgm. RC Tegel 1886 / Der Hamburger und Germania RC Axel Schuster Bastian Seibt                                                                                            | Rgm. Der Hamburger und Germania RC / Potsdamer RC Germania Ole Rückbrodt Joel El-Qalqili                                                                     | Rgm. ETuF Essen / RC Germania Düsseldorf Felix Otto Stefan Mlecko |
| Leichtgewichts-Vierer ohne Steuermann | Mainzer RV von 1878 Marc Rippel Christian Scherhag Matthias Schömann-Finck Björn Steinfurth                                                                               | ETuF Essen Markus Reckzeh Christian Reckzeh Sebastian Husemann Sven Schultz                                                                                  | RG Wiking Berlin Sebastian Lietze Marcel Noack Christian Schulze Benedikt Busert                                                                                          |

### Frauen
| Bootsklasse                 | Gold                                                                          | Silber                                                                                     | Bronze                                                                 |
| --------------------------- | ----------------------------------------------------------------------------- | ------------------------------------------------------------------------------------------ | ---------------------------------------------------------------------- |
| Einer                       | Christiane Huth (Potsdamer RG)                                                | Britta Oppelt (RV Hellas-Titania Berlin)                                                   | Peggy Waleska (Dresdner RC 1902)                                       |
| Doppelzweier                | RG West Berlin Meike Stolle Sophie Platte                                     | Keine weiteren Boote am Start.                                                             | Keine weiteren Boote am Start.                                         |
| Zweier ohne Steuerfrau      | Rgm. RG Hansa Hamburg / Rostocker RC von 1885 Maren Derlien Nicole Zimmermann | Rgm. RG Angaria Hannover / RV Ems-Jade-Weser Christina Gerking Elke Hipler                 | Rgm. RV Saarbrücken / ORC Rostock von 1956 Nina Wengert Marlene Sinnig |
| Doppelvierer                | Mainzer RV von 1878 Sandra Stössel Lena Bachus Pamela Weisshaupt Lena Kersten | RG Hansa Hamburg Felicity Medinnis-Leach Liv Wiik Katharina von Kodolitsch Linda Schlemmer | Keine weiteren Boote am Start.                                         |
| Leichtgewichts-Einer        | Marie-Louise Dräger (ORC Rostock von 1956)                                    | Berit Carow (RG Hansa Hamburg)                                                             | Pamela Weisshaupt (Mainzer RV von 1878)                                |
| Leichtgewichts-Doppelzweier | Mainzer RV von 1878 Pamela Weisshaupt Lena Kersten                            | Frankfurter RG Germania Laura Brehler Kaja Brecht                                          | Bremer RV von 1882 Melanie Baues Lisa Baues                            |